# Wood Lake (Nebraska)
Pour les articles homonymes, voir Wood Lake.
Wood Lake est un village du comté de Cherry, dans l'État du Nebraska, aux États-Unis. En 2020, il comptait une population de 46 habitants.